# Hongkongs spårväg
Hongkongs spårväg är ett spårvägssystem i centrala Hongkong, Kina. Det är ett 13 km långt spårvägsnät som är unikt med sina dubbeldäckarspårvagnar. Spårvagnarna började trafikera Hongkongs gator så tidigt som 1904 och är idag en stor turistattraktion. 
Ägd och driven av Veolia Transport går spårvägen på Hongkongön mellan Shau Kei Wan och Kennedy Town med en cirkellinje inom Happy Valley. 

## Linjer

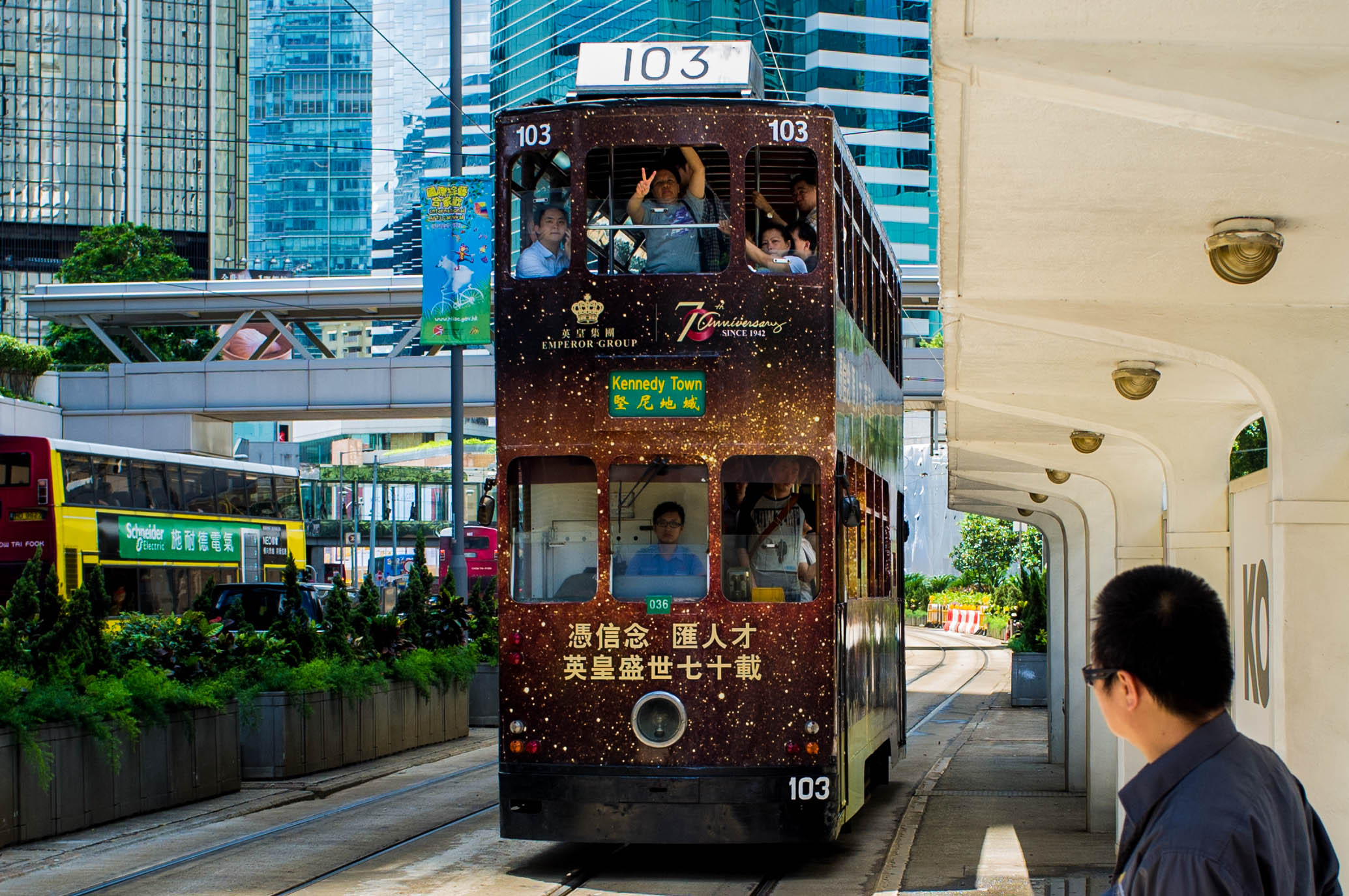
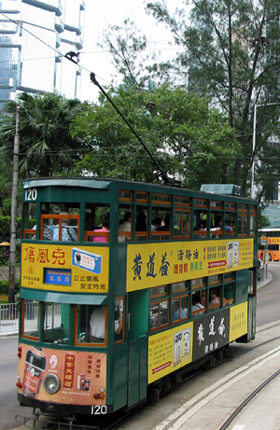
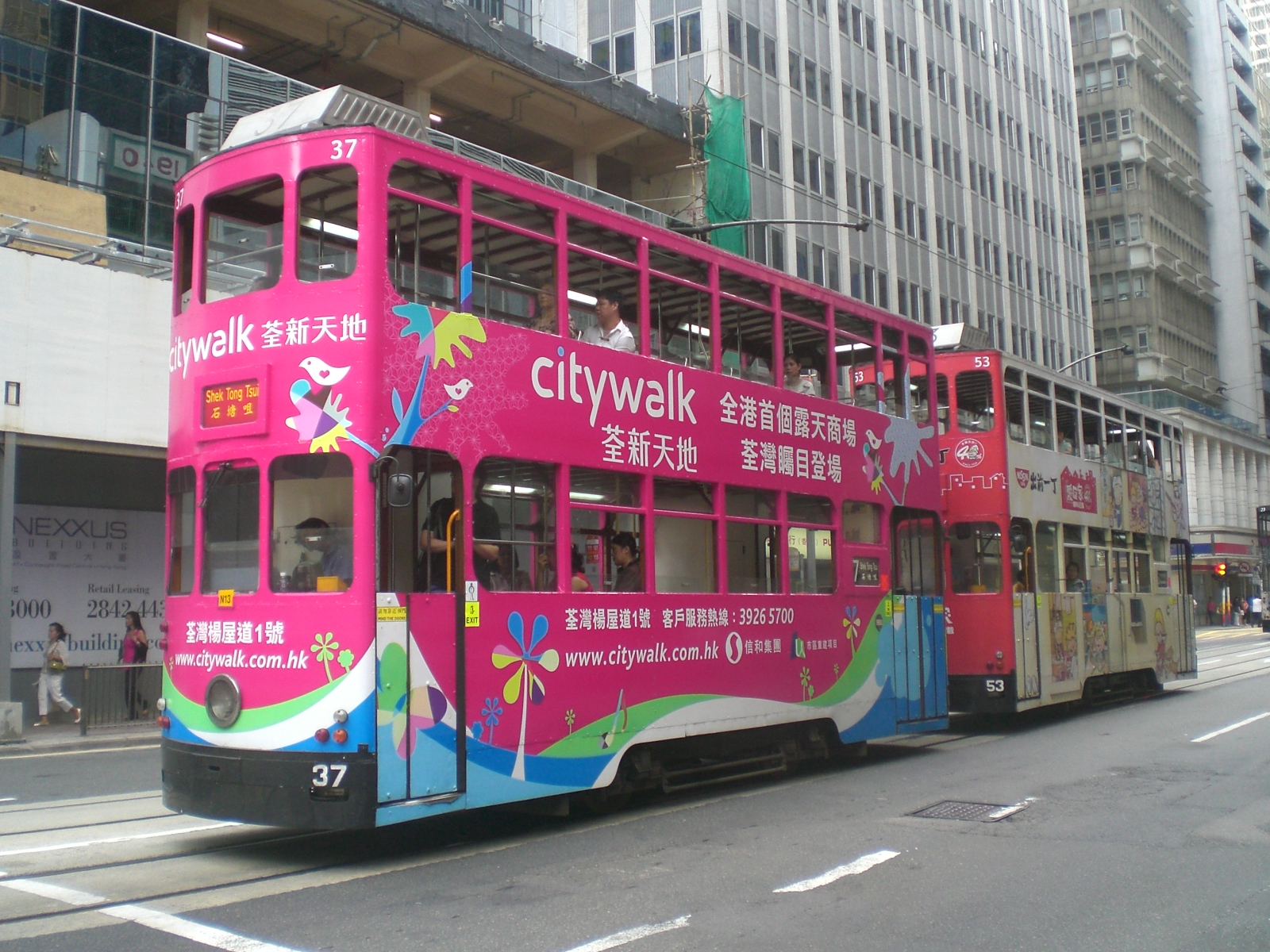
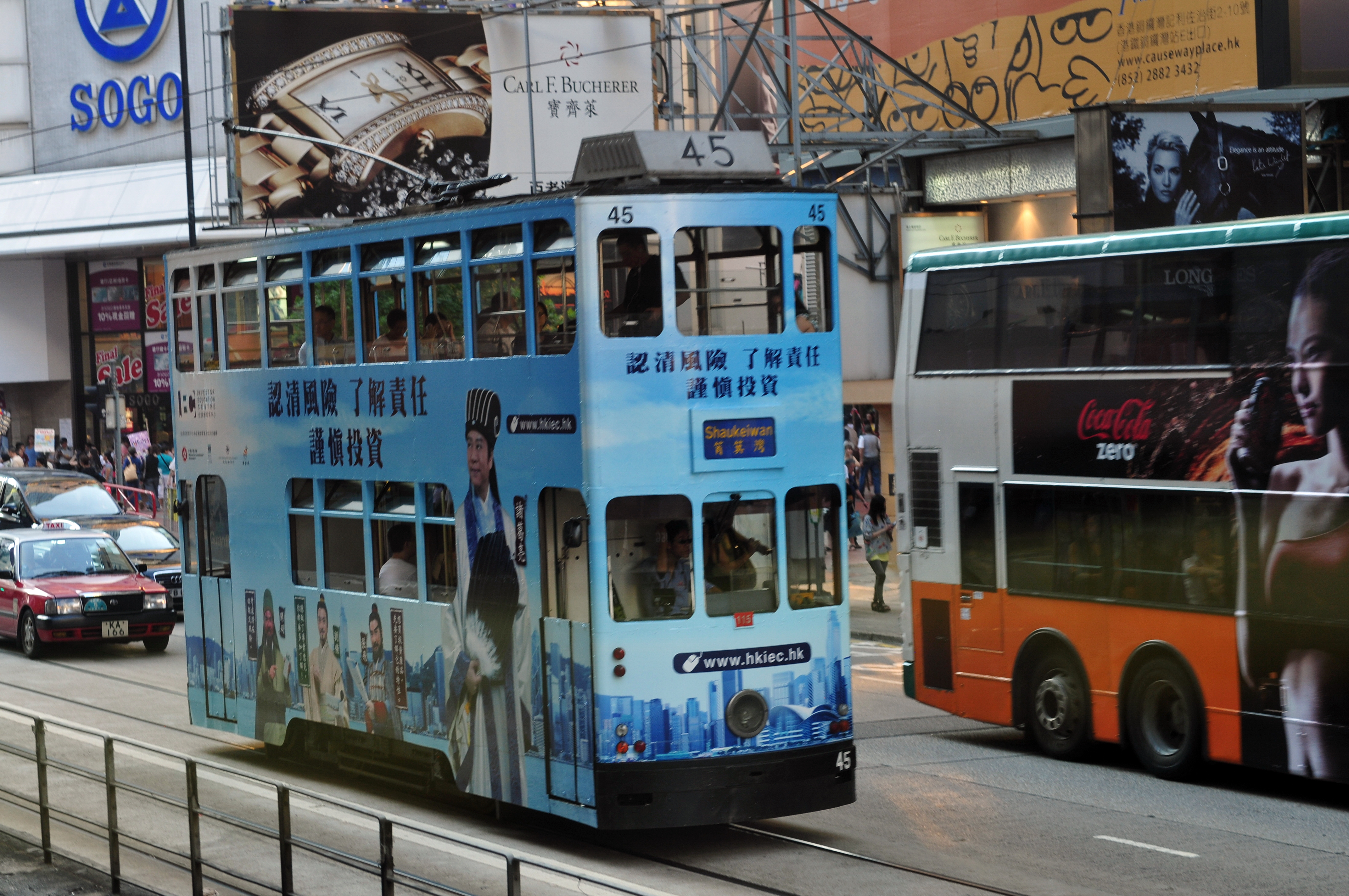

- Shau Kei Wan ↔ Western Market
- Shau Kei Wan ↔ Happy Valley
- Shau Kei Wan ↔ Kennedy Town
- North Point ↔ Whitty Street
- Happy Valley ↔ Kennedy Town
- Western Market ↔ Kennedy Town